# Portulaca irwinii
Portulaca irwinii är en portlakväxtart som beskrevs av C. D. Legrand. Portulaca irwinii ingår i släktet portlaker, och familjen portlakväxter. Inga underarter finns listade i Catalogue of Life.